# Акцепт
Акце́пт (лат. acceptus — прийнятий) — згода на оплату або гарантування оплати документів.
1. Згода прийняти умови, що містяться у пропозиції укласти договір.
2. Форма розрахунків, за якої платіжна вимога, виписана постачальником, оплачується банком тільки після згоди боржника.
3. Акцепт векселя — підпис платника на переказному векселі, що засвідчує його згоду на сплату поданого векселя. Акцепт чека або комерційного векселя банком означає, що банк гарантує його оплату.

Цивільний кодекс України: Стаття 642. Прийняття пропозиції
1. Відповідь особи, якій адресована пропозиція укласти договір, про її прийняття (акцепт) повинна бути повною і безумовною.
2. Якщо особа, яка одержала пропозицію укласти договір, у межах строку для відповіді вчинила дію відповідно до вказаних у пропозиції умов договору (відвантажила товари, надала послуги, виконала роботи, сплатила відповідну суму грошей тощо), яка засвідчує її бажання укласти договір, ця дія є прийняттям пропозиції, якщо інше не вказане в пропозиції укласти договір або не встановлено законом.
3. Особа, яка прийняла пропозицію, може відкликати свою відповідь про її прийняття, повідомивши про це особу, яка зробила пропозицію укласти договір, до моменту або в момент одержання нею відповіді про прийняття пропозиції.
Акцептант — особа, яка бере на себе зобов'язання платежу за переказним векселем (трасат або посередник в акцепті). Акцептант відповідає згідно з умовами свого акцепту.
Акце́пт(лат. acceptus) векселя — згода на оплату векселя.
Акцептант має право здійснити частковий акцепт, тобто погодитись не на усю вексельну суму і тоді на залишок коштів вексель вважатиметься неакцептованим. В окремих випадках, насамперед, при наявності високого ступеня довіри між контрагентами, можуть використовуватись і векселі без акцепту, однак в таких випадках для реалізації своїх вимог векселедержатель позбавлений можливості скористатись силою вексельного права. Для підвищення надійності векселя може використовуватись акцепт відомих банків.
Банківське акцептування — банківські операції щодо оплати платіжних документів або згода банку на надання гарантії їх оплати. При цьому боржник переказує суму боргу банкові до строку його оплати, а потім банк проводить оплату. В разі неплатоспроможності боржника оплата проводиться за рахунок банку-акцептанта. Банківське акцептування застосовується також і у зовнішньоторговельних операціях.